# Karel Cihlář
Karel rytíř Cihlář, německy Karl von Czyhlarz, (17. srpna 1833 Lovosice – 21. července 1914 Vídeň) byl česko-rakouský právník a politik.

## Biografie
Cihlář studoval práva na Karlově univerzitě (promoce 1856, habilitace 1858). Zde také vyučoval římské právo v letech 1863–1892 a na Vídeňské univerzitě v letech 1892–1904.
Byl členem Českého zemského sněmu, kde zasedal od roku 1867. V lednu 1887 byl prohlášen za vystouplého. Šlo o projev politiky pasivní rezistence, kdy němečtí poslanci na protest proti nevyslyšení německých národnostních a jazykových požadavků zahájili faktický bojkot sněmu. V doplňovacích volbách v září 1887 zde místo něj byl zvolen Emil Müller. Od roku 1895 byl členem Panské sněmovny, horní komory Říšské rady. Získal řád železné koruny 3. třídy v roce 1878, a byl povýšen do rytířského stavu.
Byl členem pražského univerzitního pěveckého spolku „Barden“ (později v Mnichově).

## Publikace
- Lehrbuch der Institutionen des römischen Rechts, 19, 1933